# Angicourt
Angicourt är en kommun i departementet Oise i regionen Hauts-de-France i norra Frankrike. Kommunen ligger i kantonen Liancourt som tillhör arrondissementet Clermont. År 2022 hade Angicourt 1 335 invånare.

## Befolkningsutveckling
Antalet invånare i kommunen Angicourt
| Referens: INSEE |